# Dr. Strangelove ili: Kako sam naučio ne brinuti i zavolio bombu
Dr. Strangelove ili: Kako sam naučio ne brinuti i zavolio bombu (eng. Dr. Strangelove or: How I learned to Stop Worrying and Love the Bomb) britanska je crnohumorna satira iz 1964. koja je snimljena po knjizi „Crvena uzbuna“ koju je napisao Peter George. Film je režirao Stanley Kubrick. Radnja se vrti oko poludjelog američkog generala koji je naredio svojim vojnim zrakoplovima nuklearni napad na Sovjetski Savez, pa je američki predsjednik (Peter Sellers) krenuo u komplicirani pothvat kako bi spriječio napad. Priča nudi satirični pogled na hladni rat te na histeriziranje potencijalne opasnosti od drugih država i nacija. „Dr. Strangelove“ je na popisu 250 najboljih djela kinematografije na mrežnom mjestu IMDb.com.

## Radnja
Američki general Jack D. Ripper je poludio i sa svojom jedinicom se zabarikadirao u jednoj vojnoj bazi, te naredio vojnim zrakoplovima nuklearni napad na Sovjetski Savez. Po njegovom mišljenju, sovjetska prijetnja je prevelika te je već pokrenula tajni plan za uništenje „vrijednih ljudskih sokova“ uz pomoć floura u pitkoj vodi. Svi u bazi slijede njegove upute, osim satnika Lionela Mandrakea koji shvati da je njihov vođa izgubio razum. Kada se to sazna, organizira se hitno zasjedanje vojnog vrha i predsjednika SAD-a Muffleyja u ratnoj sobi. Kako bi se spriječila katastrofa, pozvan je i bizarni Dr. Strangelove, bivši nacistički znanstvenik koji ne može kontrolirati svoju desnu ruku. 
Muffley na telefonu obavijesti sovjetskog predsjednika, te ga zamoli da njegova država ne uzvrati nuklearnim napadom ako se vojni zrakoplovi ne bi mogli spriječiti. No ovaj ga obavijesti da bi bolje za njega bilo da spriječi vojne zrakoplove jer su Sovjeti izumili stroj za uništenje svijeta koji će se automatski aktivirati ako Sovjetski Savez bude napadnut od ikoga. Američka vlada pomogne sovjetskoj oboriti dio vojnih zrakoplova, dok posebna jedinica upadne u Ripperovu bazu. Ovaj počini samoubojstvo. Jedinica pronađe tajne šifre te uz pomoć njih kontaktira zrakoplove kako bi ih vratili nazad. Svi ga poslušaju, osim jednog kojemu se pokvario radio, a u kojemu je pukovnik T. J. Kong. Taj izbaci nuklearnu bombu na Sovjetski Savez što prouzroči da se aktivira stroj za samouništenje. Na to dr. Strangelove savjetuje osoblju u sobi za ratovanje da se sakriju u bunkeru, te da izaberu takav broj ljudi da omjer bude deset žena na jednog muškarca. Istodobno, američki dužnosnici već savjetuju Muffleyju da se unaprijed pripremi novim nuklearnim oružjem, za svaki slučaj „ako se Sovjeti vrate stoljeće kasnije“. Dok se približava smak svijeta, uzbuđeni dr. Strangelove ustane iz svoje stolice te povikne; „Mein Führer, mogu hodati“!

## Glume
- Peter Sellers - Predsjednik Merkin Muffley/Lionel Mandrake/Dr. Strangelove
- George C. Scott - General Buck Turgidson
- Sterling Hayden - Pukovnik Jack D. Ripper
- Keenan Wynn - Pukovnik Bat Guano
- Slim Pickens - Pukovnik T. J. Kong

## Nagrade
- 4 nominacije za Oscara (najbolji film, režija, scenarij, glavni glumac Peter Sellers).
- Osvojena Nagrade Udruge filmskih kritičara New Yorka (najbolja režija).
- 3 osvojene nagrade BAFTA (najbolji britanski film, film iz bilo kojeg izvora, scenografija) i 3 nominacije (najbolji glavni glumac Peter Sellers, scenarij, sporedni glumac Sterling Hayden).

## Zanimljivosti
- Peter Sellers je ovim filmom postao jedini glumac u povijesti koji je nominiran za Oscara za film u kojem igra tri uloge.
- Sellers je zapravo trebao isprva glumiti četiri uloge. Odigrao je tri: Dr. Strangelovea, predsjednika SAD-a Muffleya i Mandrakea, ali je odustao od četvrte, pukovnika T. J. Konga, jer nije uspio usavršiti teksaški naglasak. Kubrick je zbog toga za tu ulogu angažirao Slima Pickensa, ali mu nije rekao da se radi o komediji nego o drami (!), te mu savjetovao da ulogu odglumi ozbiljno – s neobičnim ishodom.
- U originalnom, prvotno planiranom kraju, cijelo osoblje u sobi za ratovanje je trebalo započeti ogromnu bitku bacanjem pita u lice. Kubrick je na kraju odlučio izbaciti tu sekvencu jer je djelovala neujednačeno u usporedbi sa satiričnim tonom priče, ali i zbog atentata na Johna F. Kennedyja jer u jednoj sceni predsjednik Muffley dobiva pitu u lice i padne na pod.
- Kada Strangelove govori o spravi za uništenje, Turgidson upita; „Strangelove…Što je to? Njemačko ime?“ Odgovaraju mu s „Promijenio je ime; isprva se zvao Merkwurdigliebe“. Na njemačkom, Merkwurdigliebe prevedeno znači „Čudna ljubav“ (engleski „Strangelove“).
- James Earl Jones je debitirao ulogom u ovom filmu.
- Znanstvenici na sveučilištu Aberdeen, koji su identificirali neurološki poremećaj zbog kojega ruka čovjeka izmakne kontroli, dali su mu ime "Sindrom Dr. Strangelovea".
- Film ima jedan od najdužih naslova u kinematografiji.
- Iako je bio poznat po svojoj disciplini i ozbiljnosti, Stanley Kubrick se velikim dijelom snimanja filma smijao dok je Sellers nastupao.
- Američka vlada je odbacila priču o slučajnom nuklearnom ratu kao neuvjerljivu.
- Među arhivima nuklearnih eksplozija na kraju filma nalazi se i ona od bombardiranja grada Nagasakija.

## Teme i analiza
Kubrick je započeo samo s labavom idejom snimanja trilera o nukleranom napadu, koja se nadograđuje na strah hladnog rata. Dok je radio istraživanja za planirani film, Kubrick je postao svjestan suptilne i nestabilne „ravnoteže straha“ između nuklearnih velesila, te njegovog paradoksa. Iako je isprva htio snimiti dramu, no pišući scenarij je postao svjestan komičnog tona čudne situacije u kojoj su se SAD i Sovjetski Savez krenuli međusobno uništiti, a da to nisu niti htjeli niti su mogli zaustaviti. Priča pokazuje noćnu moru političara u kojem je huškanje protiv drugih država rezultiralo mržnjom zbog koje je pokrenut proces uništenja. Sam general Jack D. Ripper je dobio naziv po Jacku Trbosjeku (Jack the Ripper) kako bi se samo naglasilo kakve sve sumnjive tipove i manijake vojska zapošljava, dok je sovjetski veleposlanik Alexei de Sadesky dobio ime po Marquisu de Sadeu. Film je pun satiričnih žalaca na hladni rat i preispitivanja zdravog razuma takve politike, pa humor samo produbljuje jezu i gorčinu. Prikazujući najgori mogući scenarij apokalipse, film nastupa kao upozorenje na stanje svijeta.

## Kritike
Iako je pri premijeri izazvao podvojene kritike, danas se „Dr. Strangelove“ jednoglasno hvali i smatra klasikom. Roger Ebert je film stavio na svoju listu velikih filmova; „Kubrick je snimio vjerojatno najbolju političku satiru stoljeća, film koji je povukao tepih ispod hladnog rata argumentirajući da ako „nuklearna zaštita“ uništi sav život na Zemlji, teško je reči što je zaštitila. Humor „Dr. Strangelovea“ se stvara na temelju jednostavnog komičnog principa; ljudi koji pokušavau biti smiješni nisu nikada smiješni kao ljudi koji pokušavaju biti ozbiljni i u tome ne uspijevaju…“Dr. Strangelove“ i „2001: Odiseja u svemiru“ su Kubrickova remek-djela. Ta dva filma dijele zajedničku temu; čovjek stvori strojeve koji funkcioniraju sa savršenom logikom i koji donesu katastrofe. Američki nuklerani štit i ruski stroj za uništenje svijeta funkcioniraju baš kako trebaju, ali tako unište život na zemlji. Kompjuter HAL 9000 služi svemirskoj misiji napadajući astronaute. Kubrick je bio znan kao perfekcionist koji je bio opsjednut tehničkom stranom filma… Da li su dva njegova najbolja filma šala na svoj vlastiti račun?„ 
Dragan Antulov je zaključio: „Čak niti zastarjeli politički, vojni i kulturni kontekst „Dr. Strangelovea“ ne mogu oduzeti njegovu bezvremenost i univerzalnu vrijednost. Različita carstva mogu se pojaviti i nestati, različiti ratovi se mogu voditi i gubiti, tehnologija se razvija, ali jedna stvar ostaje ista – stvar koja je tema u svim Kubrickovim filmovima – ljudska nesavršenost. I ta nesavršenost se manifestira u sposobnosti čovječanstva da se uništi. Mizantrop Kubrick nije mogao ne iskoristiti šansu za sarkazam. Zbog toga je „Dr. Strangelove“ istodobno i smiješan i duboko uznemirujuć… Najbolje glumačko ostvarenje izveo je Peter Sellers koji istodobno uzeo i velik izazov za ovaj film“. Marjorie Baumgarten je napisala; „Jedan od najvećih – i bez sumnje najurnebesniji – antiratnih izjava ikada stavljenih na film. Pogledajte ga prije nego što završi film“ a James Berardinelli; „Film uvijek poručuje nešto, a gledatelj bi morao biti gluh i slijep da ne prepozna mete sarkazma“. Christopher Null je u svojoj recenziji dodao; „Ne samo da je film zločesto smiješan, nego je i subverzivni antiratni film koji pokazuje kako konflikt može eskalirati i kako kraj svijeta lako može doći“.

## Fail-Safe
Gotovo istovremeno s ovim filmom u SAD se radio i film Fail-Safe s identičnom tematikom, ali potpuno realističnim pristupom tako da će američka vlada zahtijevati da on bude prikazivan s porukom da se događaji u filmu ne mogu dogoditi . Nakon Kubrikovog otkrića da će film Fail-Safe ranije doći u kina od filma Dr. Strangelove i da će mu ukrati publiku Kubrik je uspio prisiliti proizvođače konkurentskog filma sudskog tužbom da uspore snimanje. Na kraju je postignut dogovor da Columbia Pictures distribuira oba filma, ali da Fail-Safe u kojem igraju Henry Fonda i Walter Matthau bude prikazan u kinima nakon Dr. Strangelove. Na kraju Fail-Safe je doživio uspjeh kod filmskih kritičara, ali neuspjeh u kinim

## Vanjske poveznice
- Dr. Strangelove u internetskoj bazi filmova IMDb-a
- Dr. Strangelove na Rotten Tomatoes
- Veliki filmovi Rogera Eberta  Arhivirana inačica izvorne stranice od 15. ožujka 2013. (Wayback Machine)
- Filmsite.org
- DVD journal